# Dictée/Liber Novus
Dictée/Liber Novus je studiové album amerického avantgardního skladatele a saxofonisty Johna Zorna, vydané 21. května 2010 u Tzadik Records

## Seznam skladeb
Všechny skladby napsal John Zorn.
| Pořadí         | Název          | Délka |
| -------------- | -------------- | ----- |
| 1.             | Dictée         | 23:18 |
| 2.             | Liber Novus    | 16:02 |
| Celková délka: | Celková délka: | 39:19 |

## Sestava
- Sylvie Courvoisier – piáno, francouzské vyprávění
- Okkyung Lee – violoncello, korejské vyprávění
- John Medeski – varhany
- Ned Rothenberg – shakuhachi, basflétna, klarinet
- David Slusser – zvukové efekty
- Kenny Wollesen – vibrafon, perkuse
- John Zorn – samplování, německé vyprávění
- Stephen Gosling – piáno